# Su Meng

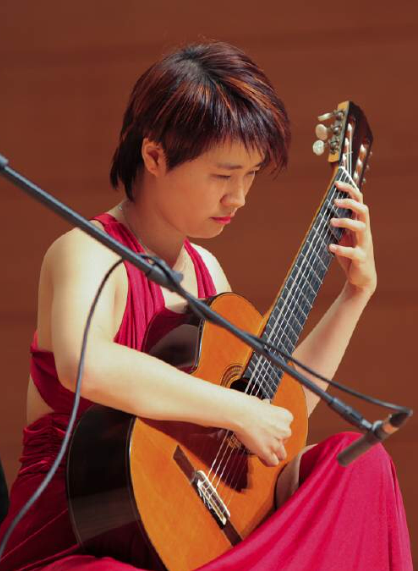
Su Meng in 2014

Su Meng (Chinees: 蘇萌; geboren in Qingda, Shandong, 1988) is een Chinees klassiek gitariste.
Ze begon met het krijgen van lessen in 1997 aan het Central Conservatory of Music. Ook speelde ze in een kwartet genaamd "Four Angels".
In 2002 won Su Meng de eerste prijs in de vijfde Vienna International Guitar Competition. In 2005 won ze de eerste prijs in de 48ste Tokyo International Guitar Competition. In 2006 won ze de eerste Parkening Young Guitarist Competition.